# ミス・ワールド1955
ミス・ワールド1955（第5回ミス・ワールド決勝）は、1955年10月20日、ロンドンのLyceum Ballroom（現・リセウム・シアター）で開催された。スーザナ・デュイムが優勝（ベネズエラ代表として、またラテンアメリカ諸国代表として初）、英国の女優ユーニス・ゲイソンによって戴冠される。スエズ運河をめぐってエジプトと英国の間に緊張が高まっていたため、ミス・ワールド1954のアンティゴネー・コスタンダは出席できなかった。ミス・ワールドはこの年から公式のクラウンを使用。彼女は"戴冠された初のミス・ワールド"とも呼ばれる。

## 結果
| 最終結果           | 出場者                                                                  |
| ------------------ | ----------------------------------------------------------------------- |
| ミス・ワールド1955 | - ベネズエラ – スーザナ・デュイム                                       |
| 1st Runner-up      | - アメリカ – Margaret Anne Haywood                                      |
| 2nd Runner-up      | - ギリシャ – Julia Coumoundourou                                        |
| 3rd Runner-up      | - キューバ – Gilda Marín                                                |
| 4th Runner-up      | - スウェーデン – Anita Åstrand                                          |
| 5th Runner-up      | - フランス – Gisele Thierry                                             |
| Top 8              | - オーストラリア – Beverly Prowse - オーストリア – Felicitas Von Goebel |

## 参加国
- オーストラリア - Beverly Prowse
- オーストリア - Felicitas Von Goebel
- ベルギー - Rosette Ghislain
- セイロン - Viola Sita Gunarate
- キューバ - Gilda Marín
- デンマーク - Karin Palm-Rasmussen
- フィンランド - Mirva Orvakki Arvinen
- フランス - Gisele Thierry
- ドイツ - Beate Kruger
- イギリス - Jennifer Chimes
- ギリシャ - Tzoulia Georgia Coumoundourou
- オランダ - Angelina Kalkhoven
- ホンジュラス - Pastora Pagán Valenzuela
- アイスランド - Arna Hjörleifsdóttir
- アイルランド - Evelyn Foley
- イスラエル - Miriam Kotler
- イタリア - Franca Incorvaia
- モンテカルロ - Josette Travers
- スウェーデン - Anita Åstrand
- アメリカ - Margaret Anne Haywood
- ベネズエラ - スーザナ・デュイム

（参考資料：）
初参加：オーストラリア、オーストリア、キューバ、ホンジュラス、アイスランド、ベネズエラ
復帰：イスラエル、モンテカルロ（前回参加は1953年）
撤退：エジプト。スイス、トルコ